# Ефемерис 3
Ефемерис 3 - хроника једне породице је трећа књига мемоара српског историчара уметности Дејана Медаковића, објављена први пут 1992. године за издавачку кућу БИГЗ. Као и прва два тома књига је добила Награду Народне библиотеке Србије за најчитанију књигу године.

## Радња
Трећи том мемоара обухвата период од 1947. године до 1955, односно студирање Дејана на департману историје уметности на Филозофском факултету Универзитета у Београду, као и почетак озбиљнијег културног рада у важним институцијама. Дејан прво ради у некадашњем Музеју кнеза Павла, али променом режима одлучује да напусти музеј, јер је још волонтер. Дејан у ово време записује и једну песму немачких заробљеника у рату Песму оклопне групе К. Помаже му Криста Ђорђевић, која му својим утицајем налази посао у Музеју града Београда,, где му колеге постају Олга Шафарик, Миодраг Коларић, Драга Гарашанин и сликарка Гордана Јовановић. Први задаци које имају су откупљивање уметничких и других вредних предмета од старих буржоаских породица. Један од првих које посећује је и уметник Урош Предић, који одбија да му прода тражени триптих, али га завешта у тестаменту музеју. Они такође откупљују портрете чланова породице Косте Главинића. У музеј озбиљније последице са новим режим уноси Момчило Јојић, дактилограф који је због својих шпијунских веза са Бугарском више пута хапшен од стране Озне. Музеј успева да од једне старице откупи непознато платно Ђуре Јакшића Мртво дете на одру. Музеј добија и прву директну наредбу организовање изложбе о граду Београду, као и и о борцима Шпанског грађанског рата. Дејан такође описује судске процесе Дражи Михаиловићу и Алојзију Степинцу. После рада у музеју Дејан бива запослен у Министарству за очување културних споменика, описује уништење и пропадање манастира на Фрушкој гори, одлазак своје породице у Загреб, и одлазак значајних сликара у Задар. Почетком студија на Филозофском факултету и предавањима он описује своје професоре и значајне културне раднике, као и окупљање интелектуалне елите у Симиној улици у стану 2а који су делили Борислав Михајловић Михиз и Војислав Ј. Ђурић. Тамо су се окупљали како старији књижевници попут Ота Бихалија Мерина, који је Озни одавао информације о југословенским логорашима, као и млађи представници комунистичке странке, тада непознати  Добрица Ћосић. Описан је сукоб Михиза са Радованом Зоговићем, и успон Мирослава Крлеже у културном животу Југославије. Такође се описује први обавезан скуп радника у државној служби (Првомајска парада) као и чињеница да се за обнову споменика културе у суседним државама федерације (Хрватској, Босни, Македонији) увек давало пара, док за оне у Србији никад није било. 
Дејан описује своју посету споменицима и манастирима на Косову и Метохији прво као водич швајцарског научника Макса Хуглера, а затим и као асистент на Филозофском факултету са својим колегом Војом Ђурићем и професором Светозаром Радојчићем, На пример тада је у Манастиру Високи Дечани био само архимандрит Теодосије и два монаха Силвестер и Антоније.
На крају Дејан описује смрт својих блиских рођака тетке Хелене у Загребу, оца у Волоску и мајке у Бечу, јер је била протерана из Југославије зато што јој је супруг био Аустријанац.  Након тога описују се Дејанови први задаци као културног радника у иностранству на организовању изложби у Паризу, Берну и Стокхолму где иде у друштву Ратка Дугоњића и Цвијетина Мијатовића. Значајна је и његова посета тада већ старој Катарини Јовановић.